# 里贝拉市场

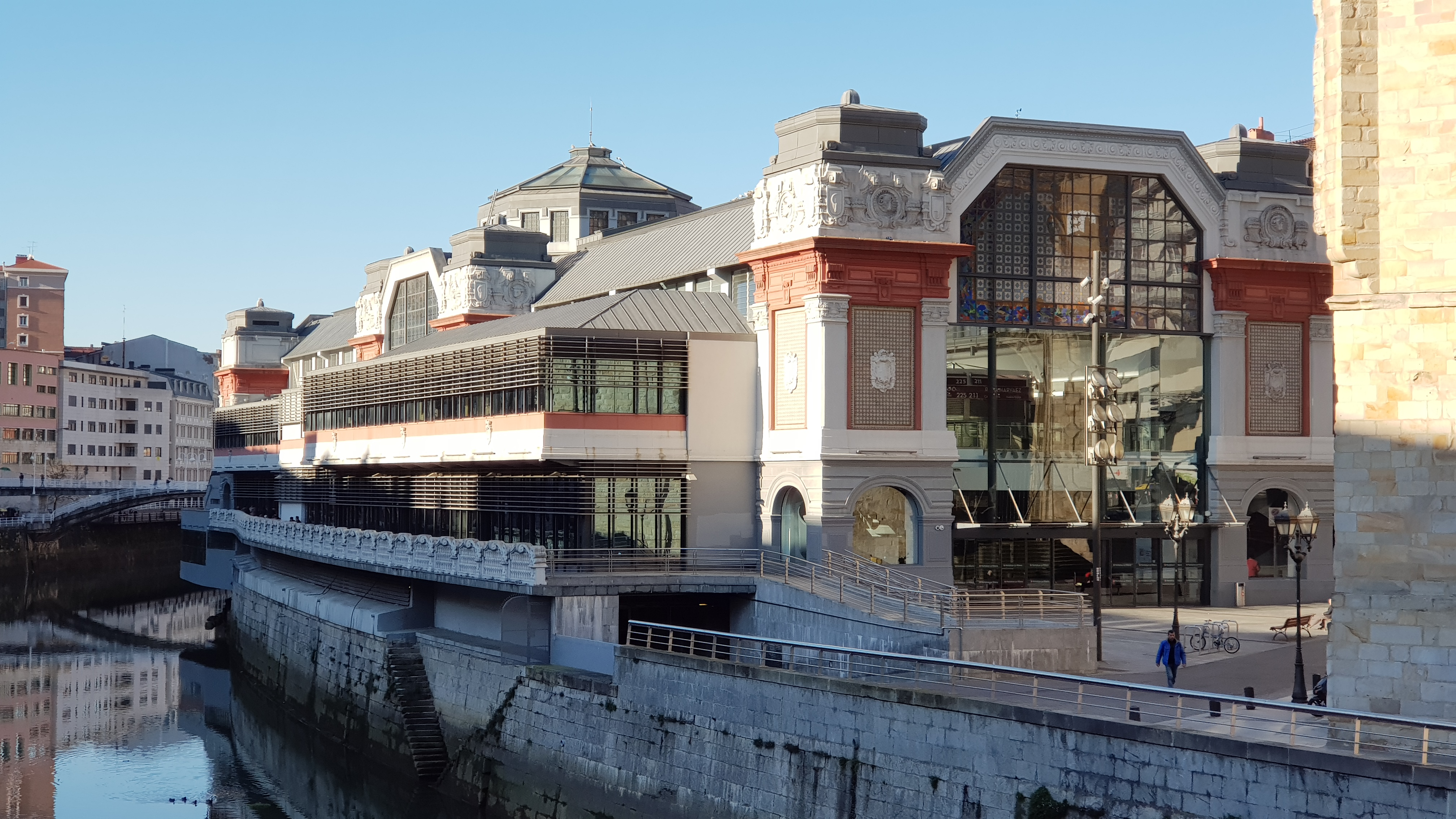
里贝拉市场

里贝拉市场（Mercado de la Ribera）位于西班牙北部巴斯克自治区比斯开省省会毕尔巴鄂的里贝拉街，内维翁河右岸，紧挨着毕尔巴鄂老城（西班牙語：Casco Viejo，Siete Calles）商业区，介于河岸和老城建筑之间。里贝拉市场位于在老广场的旧址上，毗邻圣安多尼堂。距离以前的窄轨火车站（Euskotren Trena）只有3分钟的路程。
其建筑面积10000平方米，为欧洲最大的室内市场。 市场里面有卖不同产品的摊位，大多出售新鲜农产品，包括鱼市、肉店和绿色蔬菜。
1990年，《吉尼斯世界纪录大全》认定其为最完整的市政食品市场。就贸易商和摊位而言，它是全欧洲最大的，面积为10000平方米。2009年年中开始进行整修更新。60多家商家为客户提供各种产品：肉类、水果、贝类、奶酪、熟肉、冷冻食品、蘑菇和真菌。